# La Bombe humaine
Pour les articles homonymes, voir Bombe humaine.
Singles de Téléphone
Métro (c'est trop)
(1978) Un peu de ton amour / Fait divers
(1979)
Pistes de Crache ton venin
Facile J'sais pas quoi faire
La Bombe humaine est une chanson composée par le groupe Téléphone, sortie en 1979 dans l'album Crache ton venin et chantée par Jean-Louis Aubert.

## Contexte
À l'origine, la chanson est une nouvelle de science-fiction écrite par Jean-Louis Aubert où des hommes avaient un H tatoué dans le dos, à la fois appareillage technologique et symbole de leur statut social, le H évoquant la Bombe H mais en remplaçant hydrogène par humaine. Il a ensuite réduit la taille de la nouvelle pour arriver au texte de la chanson.
Le manager de Téléphone à l'époque, François Ravard, raconte : « À l'époque, on habitait ensemble. Jean-Louis était mon meilleur ami. Dès qu'il a joué cette chanson, seul à la guitare, je me suis dit oh ! là là, c'est un grand, grand morceau. Puis le groupe l'a joué, long, avec des chœurs, Corine, à la basse, chantait. Chacun reprenait un couplet. On a enregistré une maquette. Elle était extraordinaire, avait quelque chose d'indicible. On l'écoutait en permanence avec Philippe [Constantin]. Notre angoisse était de n'avoir pas enregistré cette maquette. On voulait absolument un disque qui lui ressemble. On a fini par trouver un [...] réalisateur : Martin Rushent. Le disque a été différent. Mais en l'écoutant dans la voiture, on s'est immédiatement rendu compte de la caisse de résonance que ce serait. »
Le titre a connu toutefois une méprise lorsqu'il a été associé à tort à Érick Schmitt, surnommé « Human Bomb » au cours de sa prise d'otages de la maternelle de Neuilly en 1993,.

## Réception
Ce titre fait partie du deuxième album du groupe, Crache ton venin, un album vendu à plus de 450 000 exemplaires et certifié disque de platine. Pour Paula Haddad, de Music Story, c'est un « hymne incontournable ».
Premier extrait de l'album, le titre est diffusé en avril 1979 et se place très rapidement en bonne place dans les classements. Il y reste 53 semaines. Il devient l'une des chansons les plus connues du groupe.

## Reprises
- Les Bidochons rebaptisés Les Bidophones ont parodié cette chanson renommée La pompe à merde en 1997 sur l'album Cache ton machin
- Patrick Bruel et Pascal Obispo ont repris la chanson sur l'album Les Enfoirés en 2000
- Pascal Obispo a repris la chanson en 2004 sur l'album Studio Fan - Live Fan
- Yannick Noah a repris la chanson en 2004 sur son album Métisse
- Akao a repris la chanson en 2005 sur le single du même nom
- La Tchoucrav' a repris la chanson en 2011 sur son album Regg'n'roll

## Liens
- Ressource relative à la musique :   - MusicBrainz (œuvres)